# Magny-Cours
Magny-Cours franciaországi település Burgundia régióban. A mintegy 1500 fős lakosságú község legismertebb nevezetessége a Circuit de Nevers Magny-Cours elnevezésű Formula–1-es versenypálya, amely jelenleg nem tagja a versenynaptárnak. Korábban ez a pálya adott otthont a francia nagydíjnak.